# De nuestras pampas
De nuestras pampas es una película sin sonido de Argentina dirigida por Julio Irigoyen sobre guion de Leopoldo Torres Ríos que se estrenó en 1923.

## Producción
El filme fue producido por Buenos Aires Film, una empresa dirigida por Julio Irigoyen que se caracterizaba por producir filmes clase “C” de muy bajo presupuesto y poca calidad artística, que en general eran historias con los  personajes característicos de la ciudad: guapos prostitutas, cantores de tango, jugadores en oscuros cafetines, hipódromos y salones aristocráticos. La mayoría eran películas de gauchos o típicamente porteñas, con tango o con canciones de tierra adentro. Es dificultoso acceder a información sobre esas películas, en primer lugar porque una parte no se estrenó en Buenos Aires sino en las provincias del interior de Argentina y también en otros países de América Latina, en segundo término porque Irigoyen no conservaba los negativos y en tercer lugar por el escaso interés que tenía por ellas la prensa especializada. Jorge Finkielman dice que:

"La deficiente actuación, dirección, producción y fotografía estaban al mismo nivel que se encuentran en otras películas estrenadas en la época tanto por este como por otros productores"

## Reparto
Actuaron en la película los siguientes intérpretes:
- Totón Podestá
- Blanca Avilés
- Rodolfo Vismara
- Matías A. de Torres
- José Gola[5]

## Comentario
Jorge Miguel Couselo dice que::

”Tanto El guapo del arrabal como De nuestras pampas se inscriben en la temática sentimental que Ferreyra consagró como la gran vertiente popular del cine nacional. Los conceptos de virtud y pecado se dramatizan en oposiciones tajantes e inapelables. En De nuestras pampas una mujer (Susana, mariposa del vicio) simboliza el áurea ciudadano pecaminoso contra la vida recoleta de la campaña e insinúa la posibilidad, finalmente inconcretada, de separar a un hombre (Horacio, El Quijote de todos los tiempos adaptado a este siglo, un sensitivo, un descontento de la tierra paterna.”